# Aplikatura

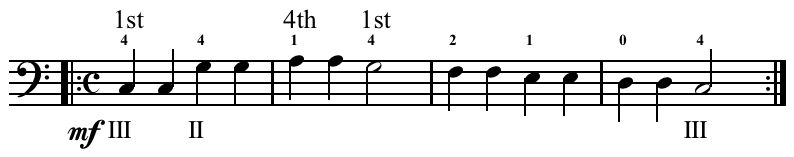
Przykład notacji muzycznej z palcowaniem utworu „Trzy kurki” na wiolonczelę: „1st” i „4th” – numery porządkowe pozycja (muzyka) (odpowiednio pierwsza i czwarta), cyfry arabskie – oznaczenia palców, cyfry rzymskie – oznaczenia strun

Aplikatura, palcowanie – w grze na instrumentach muzycznych optymalny ze względu na fizjologię ręki sposób układania palców. Także zapis kolejności użycia palców podczas gry. Podczas opracowywania aplikatury bierze się również pod uwagę dynamikę, artykulację i frazowanie utworu. Podstawy współczesnej aplikatury w zakresie gry fortepianowej stworzył na początku XIX wieku Muzio Clementi.
W instrumentach dętych drewnianych i blaszanych określa sposób przyporządkowania poszczególnych palców grającego otworom bocznym, klapom lub wentylom; w instrumentach z podstrunnicą – pozycjom na niej, w instrumentach z klawiaturą – pozycjom na klawiszach (w organach dodatkowo przyporządkowanie stóp do klawiszy nożnych – pedalizacja). W instrumentach z otworami bocznymi palce lewej ręki oznacza się 1–2–3, prawej: 1–2–3–4, obydwie (od lewej do prawej): 1–2–3–4–5–6–7; 0 oznacza kciuk. W instrumentach smyczkowych palce lewej ręki (od wskazującego do małego) oznacza się 1–4; w instrumentach klawiszowych palce prawej i lewej ręki oznacza się liczbami 1 (kciuk)–5 (mały palec).